# 多良村
多良村（たらむら）は、かつて岐阜県養老郡に存在した村である。
合併で上石津村（後の上石津町）になり、現在は大垣市上石津地域自治区の一部である。養老山地の西、牧田川上流部に位置する。西は三重県・滋賀県と接する。

## 歴史
- 江戸時代末期、この地域は美濃国石津郡であり、天領の他、交代寄合の美濃衆（高木氏）などが領有していた。高木氏は陣屋（西高木家陣屋）をこの地に設置していた。
- 1874年（明治7年） -
  - 鍛治屋村が上鍛冶屋村に改称する。
  - 前夫村と小山瀬村が合併し、前ケ瀬村となる。
  - 栃谷村、延坂村、屋敷村が合併し、西山村となる。
  - 堂ノ上村が上堂ノ上村と下堂ノ上村に分立する。
- 1875年（明治8年） -
  - 宮村と羽ケ原村が合併し、宮村となる。
  - 祢冝村と上野村が合併し、祢冝上村となる。
  - 東山村、北脇村、渕ノ上村が合併し、下多良村となる。
  - 馬瀬村、松ノ木村、岩須村が合併し、三ツ里村となる。
  - 猪ノ尻村、樫原村、名及村、欠の脇村、上堂ノ上村が合併し、上多良村となる。
- 1878年（明治11年） - 石津郡は上石津郡と下石津郡に分割され、この地域は上石津郡となる。
- 1889年（明治22年）7月1日 - 上多良村、下多良村、宮村、奥村、谷畑村、上鍛冶屋村、上原村、前ケ瀬村、西山村、祢冝上村、三ツ里村が合併し、多良村となる。
- 1897年（明治30年）4月1日[1] - 郡制に基づき、上石津郡と多芸郡の一部が合併し、養老郡になる。
- 1955年（昭和30年）1月15日 - 時村、牧田村、一之瀬村と合併して上石津村となり消滅。
- 1969年（昭和44年）4月1日 - 上石津村が町制施行して上石津町となる。
- 2006年（平成18年）3月27日 - 上石津町が安八郡墨俣町と共に大垣市へ編入される。

## 小字
- 大字上多良
  - 岩脇･井ノ内･須谷･西平･欠ノ内･名キノ木･堂之上･樫原･上ノ平･北堂木･堂木谷･上ノ海戸･須城･仲田･城屋敷･前田･小倉
- 大字下多良
  - 文条･霜ノ下･北川原･西勝地･沢･野宝･武人･河戸･堂角･若林･宮ノ下･北山･池ノ上･南岨･南谷･庄司畑･鍬柄谷･平･三舞山･久津羅木
- 大字宮
  - 三本松･田村街道･上ノ山･中野･加竜谷･欠場・西平･羽ヶ原･城ヶ平･奥田
- 大字奥
  - 野無坊･田中･滝ノ尻･宮西･牛王･東岡･西岡･坊之下･前山･奥川原･中尾･津々良･広野･新ノ谷･目地子･尾越
- 大字谷畑
  - 野無坊･前川原･岡峰･上畑･寄谷･北谷
- 大字上鍛冶屋
  - 下川原･東屋敷･川畔･西屋敷･中尾･北谷･格木･勝ヶ谷･光来地･山ノ田･羽谷
- 大字上原
  - 文条･桜木･海道･上ノ段場・切山ノ谷･大洞･羽舞場・大切畑･塩･柄谷･平石･片虫･猿海道･用ノ川原･宮ノ下･中南
- 大字前ケ瀬
  - 前田･平･佐谷･足谷･的場･貝戸･東野･水上･千原･北野･北平･下前夫･小倉
- 大字西山
  - 池ヶ谷･北谷･日ノ方･中谷･千田町･下河原･下中谷･南谷･登尾･後ヶ谷･八毛尾･池ヶ尾･向川原･中山･東トモ･沢ノ谷･細田･湯口･屋敷･浦山･小谷･上ノ平･松尾谷･平野･松尾･上ノ田･堂木･木綿扱･鈴ヶ谷･炭谷･広田･坂･平七･前田･地天･滝ヶ谷･マヤガ谷･カマガ谷･向堂木･宮小谷
- 大字祢宜上
  - 桑柄屋･藤井戸･三分一･向起･下川原･堀切･西後･丸山･四ッ辻･上野平･三良田･室屋･濕畑･岡山･野崎･中野･野々田･神明･中代･馬瀬口･加竜谷･茂中堂土･火打谷
- 大字三ツ里
  - 東平･向田村･松ノ木平･上ノ平･馬瀬野･須谷･入谷･奥田･岩須谷･中谷･田村

## 学校
- 多良村立多良小学校（現・大垣市立多良小学校）
- 多良村立多良小学校西山分校（1959年廃校。多良小学校に統合）
- 多良村立多良中学校（1975年に､時中学校・多良中学校・日彰中学校が統合。現・大垣市立上石津中学校）

## 神社・仏閣
- 大神神社

## 史跡
- 多良城址
- 西高木家陣屋址